# Marky Delgado
Marco Antonio „Marky“ Delgado (* 16. Mai 1995 in Glendora, Kalifornien) ist ein US-amerikanischer Fußballspieler. Der Mittelfeldspieler spielt in der Major League Soccer für den Los Angeles FC.
Seine Eltern stammen aus Mexiko.

## Karriere

### Jugend
Delgado spielte bereits in seiner Jugend in verschiedenen Akademie-Mannschaften. Von 2010 bis 2011 war er an der IMG Academy, wo er verschiedene Auswahltrainings für die USSF absolvierte. Von 2011 bis 2012 spielte er in der Jugend der CD Chivas USA und auch in der Reserve-Mannschaft, die damals noch in der MLS Reserve League spielte.

### Profi
Im April 2012 unterzeichnete Delgado einen Vertrag als Homegrown Player bei den CD Chivas USA. Er gab sein Debüt am 4. Oktober 2012 in der MLS.
Nachdem die Chivas Ende 2014 ihr MLS-Franchise eingestellt hatten, wurde Delgado im anschließenden MLS Dispersal Draft vom Toronto FC ausgewählt. Diesem gehörte er viele Jahre lang an und ist (Stand: Juni 2025) mit seinen 225 Einsätzen für das Franchise auf dessen Platz vier der Rekordspieler. In der Saison 2017 gewann er mit Toronto sowohl das Supporters’ Shield als auch den MLS Cup. Insgesamt wurde er drei Mal kanadischer Pokalsieger.
Zur Saison 2022 sicherte sich LA Galaxy die Rechte an ihm und gewann in der Saison 2024 den MLS-Cup. Seit der Spielzeit 2025 steht er beim Los Angeles FC unter Vertrag.

### Nationalmannschaft
Delgado gab sein Länderspieldebüt am 27. März 2018 gegen Paraguay.